# Йофрид фон Форбах
Йофрид фон Форбах/Жофрид фон Форбах (на немски: Joffrid, Herr zu Forbach; † 17 юни 1316) е господар на Форбах и Верд, южно от Страсбург в Елзас.

## Произход
Родът на „графовете на Верд“ произлизат от графовете на Графство Саарбрюкен и в Сааргау. Той е син на Хайнрих II фон Верд-Форбах († сл. 1304) и съпругата му Агнес д' Аспремонт († 1300), дъщеря на Гоберт VII д'Аспремонт († 1278 /1280) и Агнес де Куци († 1277). Правнук е на Зигеберт IV († сл. 1226), ландграф в Елзас, граф на Франкенбург, Верд и Риксинген, и Аделхайд фон Риксинген.
Сестра му Елизабет фон Форбах († 1294) се омъжва за рицар Боемунд II фон Саарбрюкен-Дагщул († 24 декември 1339), син на Боемунд I фон Саарбрюкен († 3 октомври 1308).

## Фамилия
Йофрид фон Форбах се жени пр. 1303 г. за Агнес фон Лихтенберг († между 22 май 1377 – 30 юли 1378 или сл. 1341), дъщеря на Конрад I фон Лихтенберг († 1294 или 1305), фогт на Страсбург, и графиня Агнес фон Тек († 7 март 1296), дъщеря на херцог Лудвиг I фон Тек († 1282/1283). Те имат четири деца:
- Йохан фон Верд († сл. 1327)
- Йохан фон Форбах († 1362), господар на Варсберг, женен за Жаннета фон Варсберг († сл. 1365)
- Маргарета фон Верд († сл. 1347), омъжена за Жан д'Аспремонт († 14 юни 1361/1362)
- Метце фон Верд († сл. 1363)